# 葉希賢
葉希賢（？－1402年），又名葉雲，浙江承宣布政使司處州府松陽縣（今浙江省遂昌縣西屏鎮）人，明朝政治人物。
建文年間，担任監察御史，曾上书明惠帝要求惩治李景隆死罪，后不得批准。后因連坐而被殺；或稱跟隨明惠帝出逃并出家為僧，號雪庵和尚。